# Ednaswap (album)
| Recensione | Giudizio |
| ---------- | -------- |
| AllMusic   |          |

Ednaswap è l'album di debutto del gruppo rock statunitense Ednaswap, pubblicato nel 1995 dalla East West Records. L'album, l'unico del gruppo pubblicato dalla East West, non ebbe un'ampia distribuzione.
Dopo la pubblicazione dell'EP, il gruppo sciolse il contratto con l'etichetta e firmò un nuovo contratto con la Island Records.

## Tracce
Testi di Anne Preven, musiche di Anne Preven e Scott Cutler.
1. This Is a Song – 3:20
2. Clown Show – 4:35
3. Acrobat – 3:35
4. Ted and Joe – 3:47
5. Pale – 3:12
6. Blown Away – 4:25
7. The State I'm In – 4:08
8. Therapy – 3:45
9. More – 4:33
10. Minor Crap – 6:07
11. Glow – 4:26
12. Torn – 4:23
13. The Goodnight Moon – 3:22

## Formazione
- Anne Preven – voce
- Scott Cutler – chitarra
- Rusty Anderson – chitarra
- Paul Bushnell – basso
- Scot Coogan – batteria